# チャド・トレーシー
チャド・オースティン・トレーシー（Chad Austin Tracy, 1980年5月22日 - ）は、アメリカ合衆国ノースカロライナ州シャーロット出身の元プロ野球選手（内野手）。
広島東洋カープではチャッド・トレーシーの登録名でプレーした。

## 経歴

### プロ入りとダイヤモンドバックス時代
2001年のMLBドラフト7巡目でアリゾナ・ダイヤモンドバックスから指名を受け、4日後の6月9日に選手契約を結んだ。この年はSS-A級のヤキマとA級のサウスベンドでプレー。
2002年はAA級エルパソでプレー。
2003年は、AAA級ツーソンで133試合に出場し、打率.324・169安打（リーグ最多）を記録し、球団傘下の最優秀マイナー選手に選出された。
2004年もAAA級ツーソンで開幕を迎えたが、ロベルト・アロマーの故障者リスト入りで4月21日にメジャー昇格を果たし、同日の対ミルウォーキー・ブルワーズ戦で代打としてメジャーデビューを果たした。143試合に出場して規定打席に到達。打率.285・8本塁打・53打点を記録。新人王の投票では、1票も入らなかったが、トップス・ルーキー・オールスターチームの三塁手に選出された。
2005年は、一塁手として開幕をメジャーで迎えたが、6月下旬にショーン・グリーンの右翼手から中堅手へのコンバートに伴い、トレーシーは右翼手として出場することになった。145試合に出場し、打率.308（リーグ7位）・長打率.553（リーグ10位）を記録。
2006年は、自己最多の154試合に出場し、打数・得点・安打・二塁打・打点・盗塁・四球の各部門で自己ベストを更新。一方で、三振が前年の78から129まで増加し、自己ワースト記録を更新。
2007年はひざの故障で戦線離脱すると、その後も思うようにプレーできず一足先にシーズン終了を待たずに出場登録から外れた。
2008年は前年の故障の影響もあり、5月初旬になってからマイナーリーグで戦列復帰すると、5月下旬にようやくメジャー復帰を果たしたが、故障前のような打撃を取り戻すことができなかった。
2009年シーズン終了後、フリーエージェントとなった。

### カブス時代
2010年1月27日にシカゴ・カブスとマイナー契約に合意。開幕前にメジャー昇格し28試合に出場するが、6月25日にカブスを戦力外となる。

### ヤンキース時代
2010年7月9日にニューヨーク・ヤンキースとマイナー契約を結びAAA級スクラントン・ウィルクスバリ・ヤンキースでプレーするが、7月31日に放出された。

### マーリンズ時代
2010年8月5日にフロリダ・マーリンズと契約し、41試合に出場。

### 広島時代
2010年オフには広島東洋カープと契約を結んだ。
2011年、広島では打線の中軸に起用されていたが、股関節痛のため6月にアメリカに帰国。その後復帰することなく40試合の出場で打率.235、1本塁打、19打点、OPS.629の成績に終わって9月26日に自由契約となった。
オフの10月に開催されたグアダラハラパンアメリカン競技大会の野球アメリカ合衆国代表に選出された。

### ナショナルズ時代
2011年12月20日にワシントン・ナショナルズとマイナー契約を結んだ。
2012年は主に代打で起用され、代打としては53試合で打率.261という成績を残し、ナショナルズの初優勝に貢献した。数字以上に、大事な場面での活躍が高評価され、年俸75万ドルから100万ドルという代打要員としては異例のアップを勝ち取った。
2013年10月31日にFAとなった。

### エンゼルス傘下時代
2014年1月29日にロサンゼルス・エンゼルス・オブ・アナハイムとマイナー契約を結んだが、3月23日に放出された。
4月26日に、現役引退を表明した。

## プレースタイル
ポジションは主に三塁手と一塁手で、他に外野手としてのプレー経験がある。
打撃ではスイングがコンパクトでコース的な穴もない上、速球に強くコースに逆らわずにライナーで弾き返すことができるが、逆方向のスタンドまでコンスタントに運ぶパワーはない。
右投手に対しては通算打率.294、OPS.826と結果を残しているが、左投手は通算打率.216、OPS.613と苦にしており、2007年以降は左投手が先発の試合はスタメンを外されていた。
肩は悪くないが、守備には難がある。目測を誤って長打にするケースが多い上に、打球に対する反応が遅いため守備範囲も狭く、送球エラーも多い。

## 詳細情報

### 年度別打撃成績
| 年 度    | 球 団    | 試 合 | 打 席 | 打 数 | 得 点 | 安 打 | 二 塁 打 | 三 塁 打 | 本 塁 打 | 塁 打 | 打 点 | 盗 塁 | 盗 塁 死 | 犠 打 | 犠 飛 | 四 球 | 敬 遠 | 死 球 | 三 振 | 併 殺 打 | 打 率 | 出 塁 率 | 長 打 率 | O P S |
| -------- | -------- | ----- | ----- | ----- | ----- | ----- | -------- | -------- | -------- | ----- | ----- | ----- | -------- | ----- | ----- | ----- | ----- | ----- | ----- | -------- | ----- | -------- | -------- | ----- |
| 2004     | ARI      | 143   | 532   | 481   | 45    | 137   | 29       | 3        | 8        | 196   | 53    | 2     | 3        | 1     | 5     | 45    | 3     | 0     | 60    | 11       | .285  | .343     | .407     | .750  |
| 2005     | ARI      | 145   | 553   | 503   | 73    | 155   | 34       | 4        | 27       | 278   | 72    | 3     | 1        | 1     | 6     | 35    | 4     | 8     | 78    | 10       | .308  | .359     | .553     | .911  |
| 2006     | ARI      | 154   | 662   | 597   | 91    | 168   | 41       | 0        | 20       | 269   | 80    | 5     | 1        | 1     | 5     | 54    | 5     | 5     | 129   | 11       | .281  | .343     | .451     | .794  |
| 2007     | ARI      | 76    | 260   | 227   | 30    | 60    | 18       | 2        | 7        | 103   | 35    | 0     | 0        | 0     | 3     | 29    | 4     | 1     | 43    | 8        | .264  | .346     | .454     | .800  |
| 2008     | ARI      | 88    | 292   | 273   | 25    | 73    | 16       | 0        | 8        | 113   | 39    | 0     | 0        | 0     | 2     | 16    | 2     | 1     | 49    | 5        | .267  | .308     | .414     | .722  |
| 2009     | ARI      | 98    | 288   | 257   | 29    | 61    | 15       | 0        | 8        | 100   | 39    | 1     | 0        | 0     | 4     | 26    | 7     | 1     | 38    | 3        | .237  | .306     | .389     | .695  |
| 2010     | CHC      | 28    | 49    | 44    | 6     | 11    | 2        | 0        | 0        | 13    | 5     | 0     | 0        | 0     | 0     | 5     | 0     | 0     | 15    | 0        | .250  | .327     | .295     | .622  |
| 2010     | FLA      | 41    | 111   | 102   | 5     | 25    | 6        | 0        | 1        | 34    | 10    | 0     | 0        | 0     | 1     | 6     | 0     | 2     | 21    | 2        | .245  | .297     | .333     | .631  |
| '10計    | FLA      | 69    | 160   | 146   | 11    | 36    | 8        | 0        | 1        | 47    | 15    | 0     | 0        | 0     | 1     | 11    | 0     | 2     | 36    | 2        | .247  | .306     | .322     | .628  |
| 2011     | 広島     | 40    | 164   | 149   | 10    | 35    | 12       | 0        | 1        | 50    | 19    | 0     | 0        | 0     | 2     | 11    | 0     | 2     | 34    | 7        | .235  | .293     | .336     | .629  |
| 2012     | WSH      | 73    | 105   | 93    | 7     | 25    | 7        | 0        | 3        | 41    | 14    | 0     | 0        | 0     | 1     | 10    | 3     | 1     | 15    | 1        | .269  | .343     | .441     | .784  |
| 2013     | WSH      | 92    | 136   | 129   | 6     | 26    | 4        | 0        | 4        | 42    | 11    | 0     | 2        | 0     | 0     | 7     | 0     | 0     | 25    | 2        | .202  | .243     | .326     | .569  |
| MLB：9年 | MLB：9年 | 938   | 2988  | 2706  | 317   | 741   | 172      | 9        | 86       | 1189  | 358   | 11    | 7        | 3     | 27    | 233   | 28    | 19    | 473   | 53       | .274  | .333     | .439     | .772  |
| NPB：1年 | NPB：1年 | 40    | 164   | 149   | 10    | 35    | 12       | 0        | 1        | 50    | 19    | 0     | 0        | 0     | 2     | 11    | 0     | 2     | 34    | 7        | .235  | .293     | .336     | .629  |

### 記録
NPB
- 初出場・初先発出場：2011年4月12日、対阪神タイガース1回戦（阪神甲子園球場）、4番・三塁手で先発出場
- 初安打：2011年4月15日、対読売ジャイアンツ1回戦（MAZDA Zoom-Zoom スタジアム広島）、8回裏にレビ・ロメロから左前安打
- 初打点：2011年4月20日、対横浜ベイスターズ2回戦（横浜スタジアム）、6回表に高崎健太郎から右翼線へ先制決勝2点適時二塁打
- 初本塁打：2011年5月12日、対阪神タイガース6回戦（阪神甲子園球場）、8回表に福原忍から右越ソロ

### 背番号
- 18 （2004年 - 2009年、2012年 - 2013年）
- 9 （2010年 - 同年途中）
- 3 （2010年途中 - 同年終了）
- 43 （2011年）

### 代表歴
- 2011年パンアメリカン競技大会野球アメリカ合衆国代表